# سید محمدعلی علوی گرگانی
سید محمدعلی علوی حسینی گرگانی (زادهٔ خرداد ۱۳۱۸ نجف – درگذشته ۲۴ اسفند ۱۴۰۰ قم) فقیه و مرجع تقلید شیعه ایرانی ساکن قم بود. او در درس خارج فقه و اصول سید محسن حکیم، سید محمود حسینی شاهرودی و سید ابوالقاسم خویی شرکت کرده بود.

## دیدگاه‌ها
علوی گرگانی پخش موسیقی در تمرین باشگاه‌های ورزشی را درست نمی‌دانست و از آن به عنوان یک عادت بد یاد کرده بود که باید ترک شود. او همچنین ورزش‌های سخت و قهرمانی را برای زنان نامطلوب و ناسازگار با لطافت زن می‌دانست.
- «استفاده از ماهواره در مصارف حلال همچون دیدن برنامه‌های مستند علمی، سیاسی و اجتماعی اشکال ندارد، اما اگر بدانید که ورود آن به خانه به مرور زمان موجب انحراف اخلاقی و دینی خود یا خانواده می‌شود یا موجب تغییر در سبک زندگی و سست شدن بنیان خانواده می‌شود، استفاده از آن حرام است.»[۲][۳]
- او مخالف با حضور زنان در ورزشگاه‌ها بود و گفته بود: حتماً اگر خدای ناخواسته این بساط پیش بیاید، دیگر جامعه را نمی‌توان کنترل کرد؛ باید حتماً جلوی این کار گرفته شود.[۴]
- «دوچرخه‌سواری بانوان مورد رضایت امام زمان نیست»[۵]
- او همانند برخی دیگر از مراجع تقلید، درباره تصمیماتی که منجر به فشار اقتصادی بر مردم می‌شد، مواضع ارشادی داشت.[۶]

## تالیفات
- المناظر الناظره فی احکام العترة الطاهره
- لئالی الاصول
- توضیح المسائل (به زبان‌های فارسی و اردو)
- منهج الصالحین (رساله توضیح‌المسائل عربی)
- اجوبة المسائل یا پاسخ به جدیدترین استفتائات
- منهج‌النّاسکین (مناسک حج عربی)
- المناظر النّاضرة فی احکام العترة الطاهره (فقه اجتهادی)
- نورالهدی (تعلیقه بر عروة الوثقی)
- گلچینی از انوار اخلاقی (برگزیده درس اخلاق‌های وی)
- ره‌توشه پارسیان (شرح وصیت‌های پیامبر اسلام به ابوذر غفاری)

## درگذشت
این مرجع تقلید در تاریخ ۳۰ بهمن ۱۴۰۰ خورشیدی به علت کسالت در بیمارستان بستری شد و پس از انجام معالجات و بهبودی در ۷ اسفند ۱۴۰۰ از بیمارستان خاتم‌الانبیا تهران مرخص شد. وی مجدداً در تاریخ ۲۰ اسفند ۱۴۰۰ به دلیل تب بالا در بیمارستان شهید بهشتی قم بستری شد و سرانجام او در ساعت ۱۵ و ۴۰ دقیقه روز ۲۴ اسفند ۱۴۰۰ بر اثر ایست قلبی در سن ۸۲ سالگی درگذشت. سید علی سیستانی، حسین وحید خراسانی، ناصر مکارم شیرازی، حسین نوری همدانی، موسی شبیری زنجانی، عبدالله جوادی آملی، جعفر سبحانی و سید علی خامنه‌ای در پیام‌هایی جداگانه رحلت او را تسلیت گفتند. پیکر وی روز ۲۵ اسفند ۱۴۰۰ در شهر گرگان و روز ۲۶ اسفند ۱۴۰۰ در قم تشییع و پس از اقامه نماز توسط حسین نوری همدانی در جوار حرم به خاک سپرده شد.